# Ctenoplusia psileia
Ctenoplusia psileia är en fjärilsart som beskrevs av Claude Dufay 1975. Ctenoplusia psileia ingår i släktet Ctenoplusia och familjen nattflyn. Inga underarter finns listade i Catalogue of Life.